# Klingenberg-Colmnitz
Klingenberg-Colmnitz (niem: Bahnhof Klingenberg-Colmnitz) – stacja kolejowa w Klingenberg, w kraju związkowym Saksonia, w Niemczech. Znajduje się na linii Dresden – Werdau. Obecnie jest jednym z przystanków systemu S-Bahn w Dreźnie obsługiwanym przez pociągi linii S3. Według DB Station&Service ma kategorię 6.

## Linie kolejowe
- Linia Dresden – Werdau
- dawna linia Klingenberg-Colmnitz – Frauenstein – linia wąskotorowa
- dawna linia Klingenberg-Colmnitz – Oberdittmannsdorf – linia wąskotorowa